# Dukuhjeruk (Karangampel)
Dukuhjeruk is een bestuurslaag in het regentschap Indramayu van de provincie West-Java, Indonesië. Dukuhjeruk telt 5613 inwoners (volkstelling 2010).